# Rec.Sport.Soccer Statistics Foundation
Rec.Sport.Soccer Statistics Foundation (RSSSF) – międzynarodowa organizacja zajmująca się sporządzaniem i opracowywaniem statystyk dotyczących piłki nożnej.
Organizacja została założona w styczniu 1994 roku pod nazwą Northern European Rec.Sport.Soccer Statistics Foundation przez trzy osoby – Larsa Aarhusa, Kenta Hedlundha i Karela Stokkermansa. Obecnie RSSSF tworzy wiele osób z różnych krajów świata, w tym z Polski.